# Nick Begich

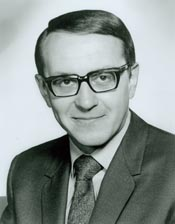
Nick Begich 1961

Nicholas Joseph „Nick“ Begich (geboren 6. April 1932 in Eveleth, Minnesota; verschollen 16. Oktober 1972 in Alaska) war ein amerikanischer Politiker der Demokratischen Partei. Zwischen 1971 und 1972 vertrat er den Bundesstaat Alaska im US-Repräsentantenhaus.

## Familie, Ausbildung und Beruf
Nicholas „Nick“ Begich besuchte die Schulen in seiner Heimat im nordöstlichen Minnesota. Er studierte an der St. Cloud State University und anschließend an der University of Minnesota, der University of Colorado Boulder und der University of North Dakota. Von 1952 bis 1959 war er unter anderem als High-School-Lehrer tätig und zog 1957 mit seiner Familie von Minnesota nach Alaska. Er nahm einige Aufgaben in der Schulverwaltung wahr. Zwischen 1959 und 1968 war Begich Schulrat in Fort Richardson, Alaska. Zeitweise war er Dozent an der University of Alaska Anchorage. Ab 1968 war er im Baugeschäft tätig und errichtete und verwaltete Appartementhäuser in Anchorage.
Nicholas Begich war mit Pegge Begich verheiratet, die sich in den Jahren 1984 und 1986 selbst erfolglos um Alaskas Sitz im US-Repräsentantenhaus bewarb. Heute lebt sie im Ruhestand in Nevada. Das Ehepaar hatte sechs Kinder, darunter den 1962 geborenen Sohn Mark, der von Januar 2009 bis Januar 2015 den Staat Alaska im US-Senat vertrat. Ihr Sohn Tom (* 1960) gehört dem Senat von Alaska an. Sein Bruder Joe Begich gehörte für die Bergbauregion Iron Range zeitweilig dem Repräsentantenhaus von Minnesota an. Der Enkelsohn Nick Begich III wurde 2024 wie sein Großvater für Alaska in das Repräsentantenhaus der Vereinigten Staaten gewählt.

## Politische Laufbahn
Begich wurde Mitglied der Demokratischen Partei. Zwischen 1963 und 1971 gehörte er für sie dem Senat von Alaska an. Bei der Wahl zum US-Repräsentantenhaus des Jahres 1968 unterlag er mit 45,8 Prozent der Wählerstimmen dem Amtsinhaber Howard Wallace Pollock, der mit 54,2 Prozent seinen Sitz im US-Repräsentantenhaus verteidigte. Zwei Jahre später gewann Begich mit 55,1 Prozent der Stimmen gegen Frank Murkowski und vertrat ab dem 3. Januar 1971 den Staat Alaska als Abgeordneter im Kongress.

## Tod

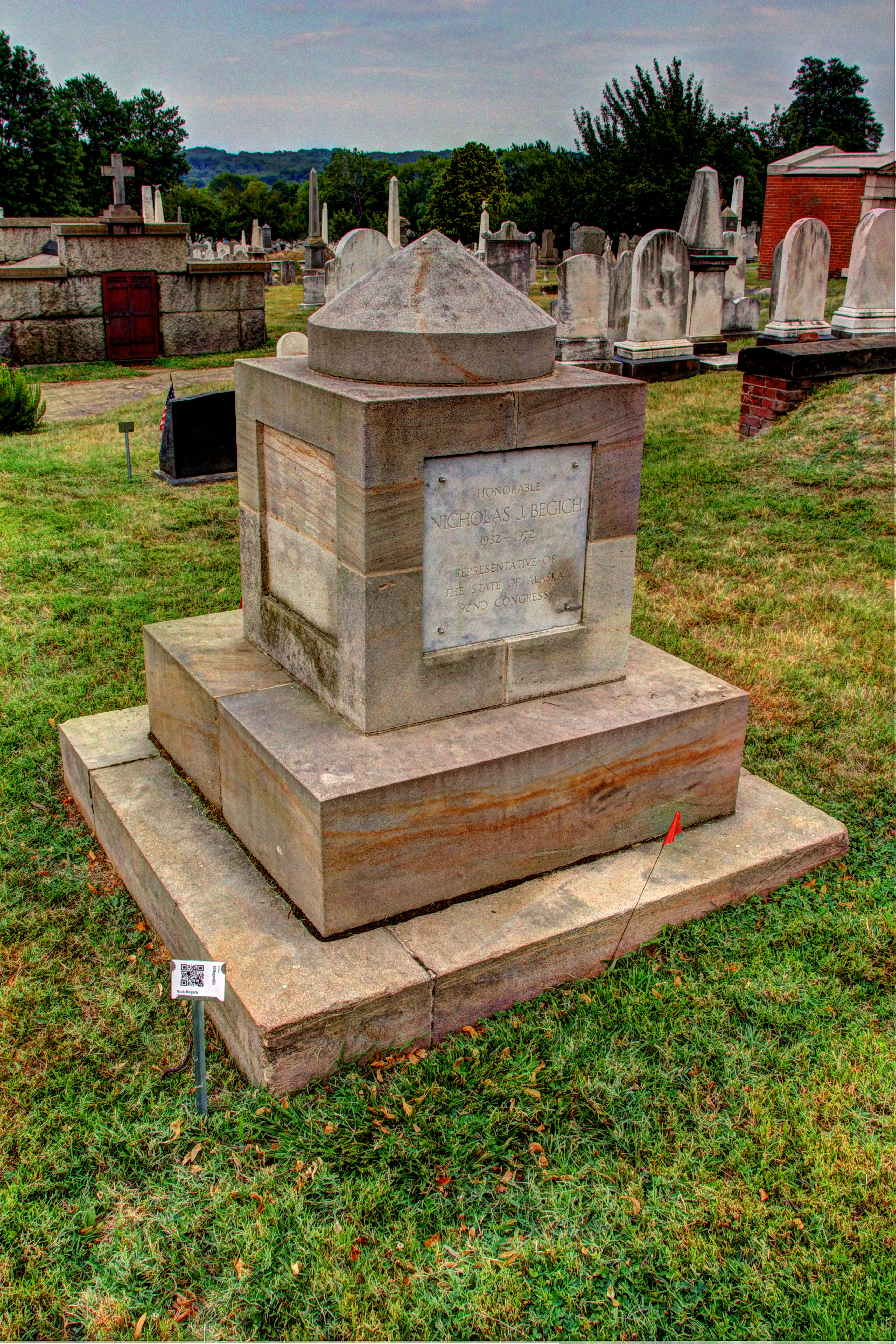
Begichs Kenotaph auf dem Congressional Cemetery in Washington, D.C.

Im Jahr 1972 bewarb sich Begich um seine Wiederwahl in den Kongress. Im Wahlkampf wurde er unter anderem von Hale Boggs, einem Kongressabgeordneten aus Louisiana, unterstützt. Am 16. Oktober 1972 flogen Begich und Boggs während des Wahlkampfs von Anchorage nach Juneau. An Bord war außer den beiden Politikern und dem Piloten auch noch Russel Brown, ein weiterer Wahlkampfhelfer Begichs. Die Maschine verschwand unterwegs spurlos. Von den Insassen und dem Wrack fehlt bis heute jede Spur. Am 19. Dezember 1972 wurde Nick Begich offiziell für tot erklärt. Inzwischen hatte im November die Wahl stattgefunden und er war mit 56,2 Prozent der Wählerstimmen wieder in den Kongress gewählt worden. Die Wahl war aufgrund der geschilderten Umstände gegenstandslos. Es gab Gerüchte und Spekulationen, dass das Verschwinden der Maschine ein Anschlag gegen den Abgeordneten Boggs gewesen sein könnte, da er 1963/64 Mitglied der Warren-Kommission zur Aufklärung des Attentats auf Präsident John F. Kennedy gewesen war. Anders als die meisten Mitglieder dieser Kommission glaubte Boggs nicht an die Einzeltäter-Theorie und ermittelte weiter, was die Anhänger einiger Verschwörungstheorien zur Vermutung eines Attentats veranlasste.

## Belege
1. ↑  Begich, Pegge. In: Our Campaigns.
2. ↑  Dave Frank: New Alaskan senator warm on Carson City. In: Nevada Appeal, 21. November 2008.
3. ↑  Senator Tom Begich. In: The Alaska State Legislature; Linda Tyssen: Joe Begich is still giving the Iron Range some color. In: Mesabi Daily News, 9. September 2017; Begich, Joseph R. In: Minnesota Legislative Reference Library.
4. ↑  Begich family of Anchorage, Alaska. In: The Political Graveyard, abgerufen am 25. Mai 2023
5. ↑  Liz Ruskin: Nick Begich III wins Alaska’s U.S. House race, Alaska Public Media vom 20. November 2024
6. ↑  Begich, Nicholas J. In: Our Campaigns.

| Personendaten    | Personendaten                                |
| ---------------- | -------------------------------------------- |
| NAME             | Begich, Nick                                 |
| ALTERNATIVNAMEN  | Begich, Nicholas Joseph (vollständiger Name) |
| KURZBESCHREIBUNG | amerikanischer Politiker                     |
| GEBURTSDATUM     | 6. April 1932                                |
| GEBURTSORT       | Eveleth, Minnesota, Vereinigte Staaten       |
| STERBEDATUM      | nach 16. Oktober 1972                        |
| STERBEORT        | Alaska, Vereinigte Staaten                   |